# Barbra Streisand (canção)
Barbra Streisand é uma canção de disco house do DJ americano Duck Sauce, lançado em 10 de outubro de 2010 no Reino Unido, para o mercado digital legal e 17 de outubro de 2010 sobre o disco físico.
Tem sido um grande sucesso em todo o mundo, conquistando o primeiro lugar na Alemanha, Áustria, Suíça, Bélgica (Flandres e Valônia), Países Baixos, Noruega, República Checa e Escócia, e aparecendo entre os dez melhores na Austrália, Reino Unido, França, Itália, Irlanda e Alemanha.

## Antecedentes
Uma clara homenagem à cantora americana homônima, Barbra Streisand, que usa a melodia da música "Gotta Go Home", do grupo alemão Boney M., que, por sua vez, tem um sample de "Hallo Bimmelbahn" de Nighttrain, também alemão. Ele foi escrito pelos irmãos Heinz e Huth Jürgen.
O plano que cobre a capa do single foi inspirado nas fotos do álbum Guilty, de Streisand, mas ironicamente descreve dois patos se abraçando.

## Faixas
- CD single (Reino Unido)[1]

1. Barbra Streisand (UK Radio Edit) – 2:21
2. Barbra Streisand (Extended Mix) – 4:54
3. Barbra Streisand (Afrojack Ducky Mix) – 5:09
4. Barbra Streisand (Afrojack Meaty Mix) – 5:08

- Download digital (Reino Unido)[2]

1. Barbra Streisand (UK Radio Edit) – 2:21
2. Barbra Streisand (Original Mix) – 5:00
3. Barbra Streisand (Afrojack Ducky Mix) – 5:09
4. Barbra Streisand (Afrojack Meaty Mix) – 5:08
5. You're Nasty (Vocal Mix) – 5:03

- Download digital[3] / Dutch Digital download[4]

1. Barbra Streisand (Radio Edit) – 3:14
2. Barbra Streisand – 5:00

## Desempenho nas paradas
| Classificação (2010)   | Melhor posição |
| ---------------------- | -------------- |
| Austrália              | 9              |
| Áustria                | 1              |
| Bélgica (Flandres)     | 1              |
| Bélgica (Valônia)      | 1              |
| Canadá                 | 52             |
| Dinamarca              | 2              |
| Europa                 | 2              |
| Finlândia              | 1              |
| França (Digital)       | 3              |
| França                 | 3              |
| Alemanha               | 3              |
| Irlanda                | 2              |
| Itália                 | 4              |
| Noruega                | 1              |
| Nova Zelândia          | 11             |
| Países Baixos          | 1              |
| Polônia                | 1              |
| Reino Unido            | 3              |
| República Checa        | 1              |
| Eslováquia             | 8              |
| Espanha                | 6              |
| Estados Unidos (Dance) | 1              |
| Suécia                 | 9              |
| Suíça                  | 1              |
| Hungria                | 33             |